# Lycosuchus
Lycosuchus (gr. "cocodrilo-lobo") es un género extinto de terápsidos terocéfalos que vivió en el Pérmico Superior. Fue descubierto en Sudáfrica y descrito por el paleontólogo Robert Broom en 1903 y más tarde asignado a los terocéfalos por él mismo.

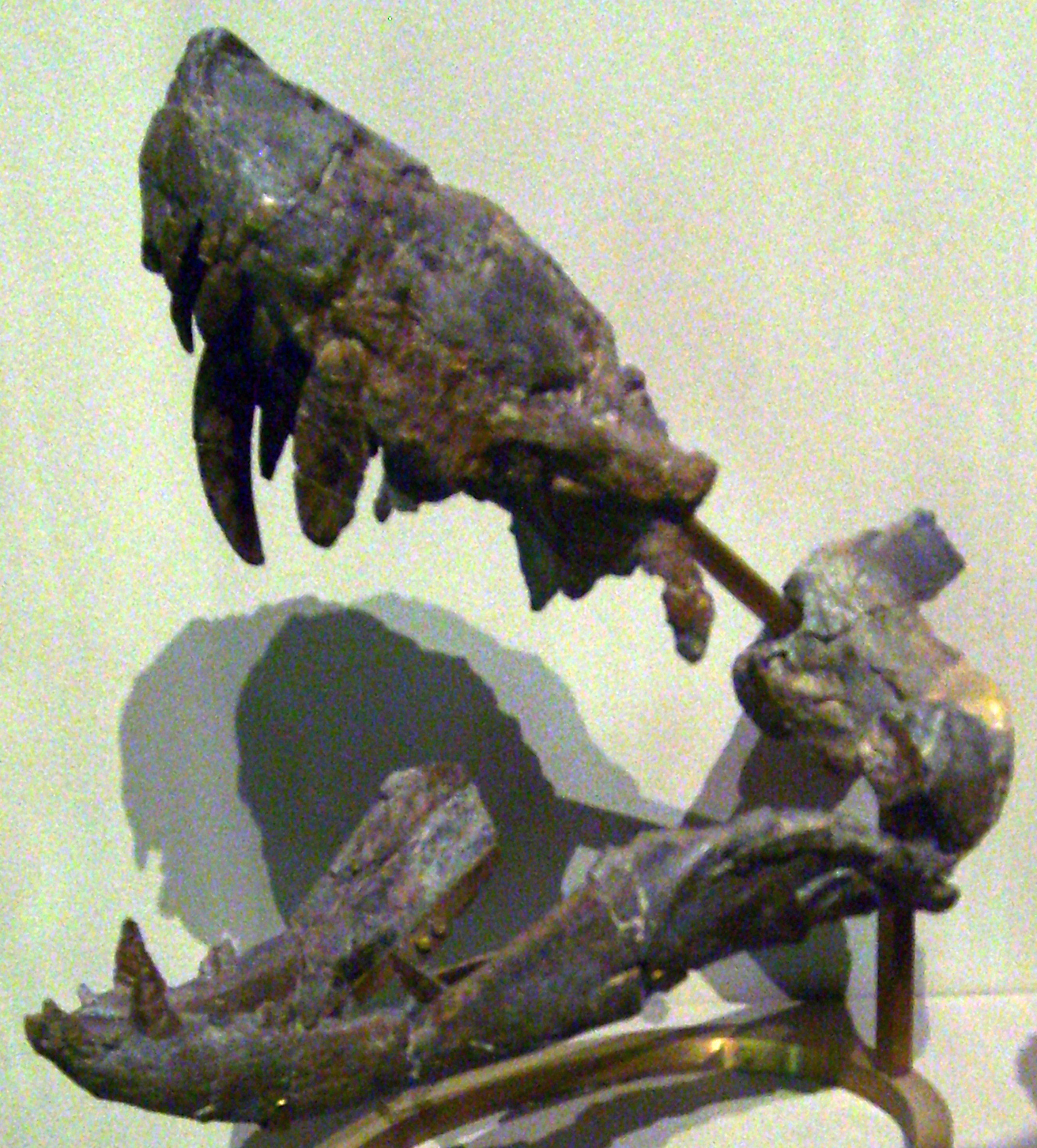
Cráneo de Lycosuchus, en el Museo de Historia Natural de Berlín